# Pizgrischita
La pizgrischita és un mineral de la classe dels sulfurs. Rep el nom de Piz Grisch, a Suïssa, la seva localitat tipus.

## Característiques
La pizgrischita és una sulfosal de fórmula química (Cu,Fe)Cu14PbBi17S35. Va ser aprovada com a espècie vàlida per l'Associació Mineralògica Internacional l'any 2001, sent publicada per primera vegada el 2007. Cristal·litza en el sistema monoclínic.
Segons la classificació de Nickel-Strunz, la pizgrischita pertany a «02.JA: Sulfosals de l'arquetip PbS, derivats de la galena amb poc o gens de Pb» juntament amb els següents minerals: benjaminita, borodaevita, cupropavonita, kitaibelita, livingstonita, makovickyita, mummeïta, pavonita, grumiplucita, mozgovaïta, cupromakovickyita, kudriavita, cupromakopavonita, dantopaïta, cuprobismutita, hodrušita, padĕraïta, kupčikita, schapbachita, cuboargirita, bohdanowiczita, matildita i volynskita.

## Formació i jaciments
Va ser descoberta a Piz Grisch, a Ausserferrera, dins la vall de Ferrera (Grisons, Suïssa). Es tracta de l'únic indret de tot el planeta on ha estat descrita aquesta espècie mineral.